# Durfort (Tarn)
Durfort est une commune française située dans le département du Tarn en région Occitanie. La commune est située dans la montagne Noire, un massif montagneux constituant le rebord méridional du Massif central.
Exposée à un climat océanique altéré, elle est drainée par le Sor, la Rigole de la Plaine et par un autre cours d'eau. Incluse dans le parc naturel régional Haut-Languedoc, la commune possède un patrimoine naturel remarquable : un site Natura 2000 (la « Montagne Noire occidentale ») et trois zones naturelles d'intérêt écologique, faunistique et floristique.
Durfort est une commune rurale qui compte 253 habitants en 2022, après avoir connu un pic de population de 588 habitants en 1846.  Elle fait partie de l'aire d'attraction de Revel. 
Ses habitants sont appelés les Durfortois ou  Durfortoises.
Ne pas confondre avec Durfort dans le Gard où fut découvert au XIXe siècle, le « mammouth de Durfort », l’un des plus grands et des plus complets fossiles de mammouth connus au monde, pièce emblématique de la galerie de paléontologie du Muséum national d’histoire naturelle, à Paris,

## Géographie

### Localisation
Commune située dans la montagne Noire sur le Sor entre la commune de Sorèze, ancien siège d'une importante abbaye-école, le lac de Saint-Ferréol et la ville de Revel, ancienne bastide médiévale.

### Communes limitrophes
Les communes limitrophes sont  Les Cammazes et Sorèze.
|              |         | Sorèze |
|              | Durfort |        |
| Les Cammazes |         |        |

### Hydrographie
La commune est dans le bassin de la Garonne, au sein du bassin hydrographique Adour-Garonne. Elle est drainée par le Sor et la Rigole de la plaine et par deux petits cours d'eau, qui constituent un réseau hydrographique de 7 km de longueur totale,.
Le Sor, d'une longueur totale de 60,9 km, prend sa source dans la commune d'Arfons et s'écoule du nord-est au sud-ouest puis se réoriente au nord-ouest puis au nord. Il traverse la commune et se jette dans l'Agout à Sémalens, après avoir traversé 16 communes.
La Rigole de la plaine, d'une longueur totale de 12,1 km, prend sa source dans la commune de Durfort et s'écoule d'est en ouest. Elle traverse la commune et se jette dans le Laudot à Saint-Félix-Lauragais, après avoir traversé 4 communes.

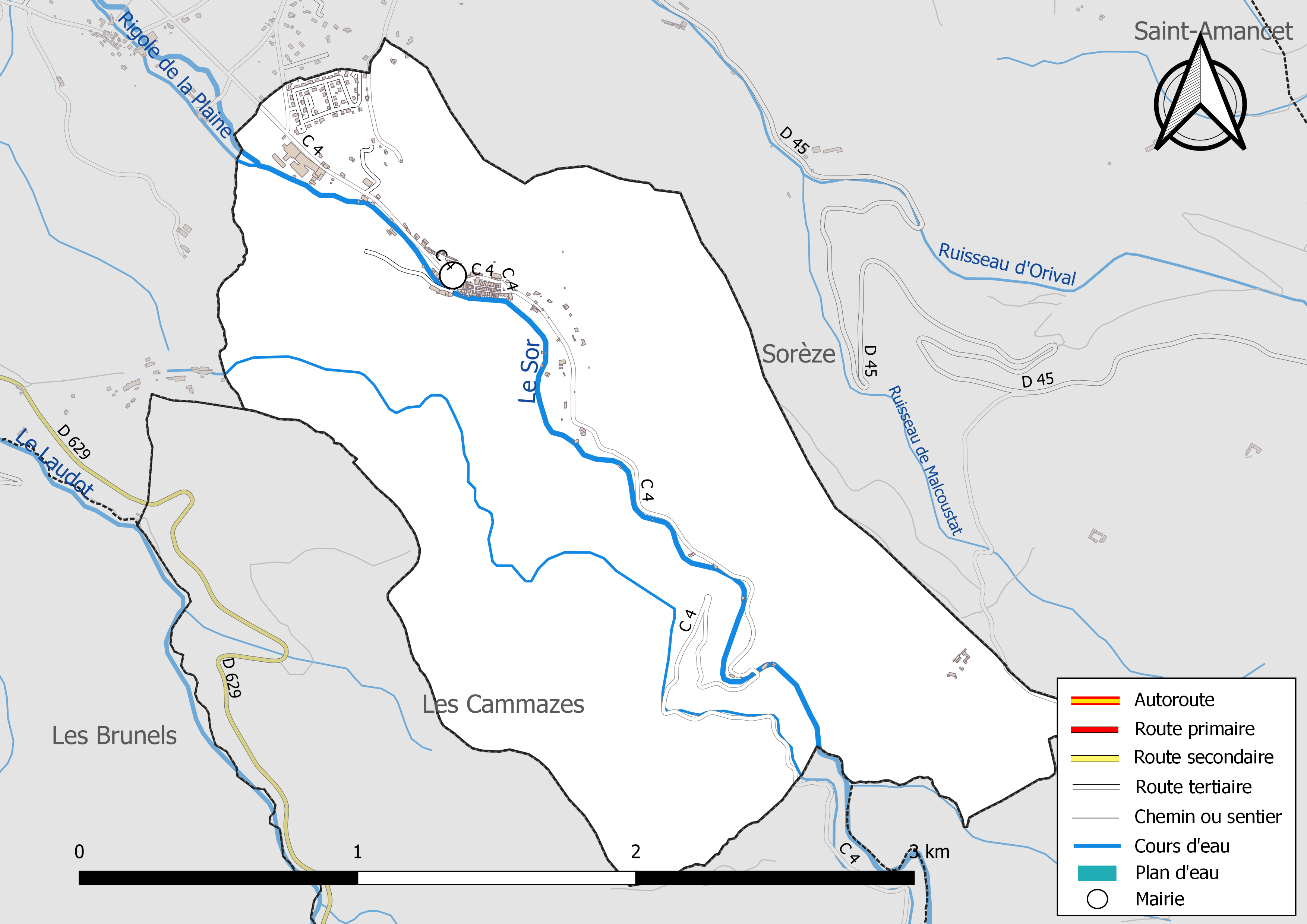
Réseaux hydrographique et routier de Durfort.

### Climat
Pour des articles plus généraux, voir Climat de l'Occitanie et Climat du Tarn.
En 2010, le climat de la commune est de type climat océanique altéré, selon une étude du Centre national de la recherche scientifique s'appuyant sur une série de données couvrant la période 1971-2000. En 2020, Météo-France publie une typologie des climats de la France métropolitaine dans laquelle la commune est toujours exposée à un climat océanique altéré et est dans la région climatique Aquitaine, Gascogne, caractérisée par une pluviométrie abondante au printemps, modérée en automne, un faible ensoleillement au printemps, un été chaud (19,5 °C), des vents faibles, des brouillards fréquents en automne et en hiver et des orages fréquents en été (15 à 20 jours).
Pour la période 1971-2000, la température annuelle moyenne est de 12,4 °C, avec une amplitude thermique annuelle de 15,4 °C. Le cumul annuel moyen de précipitations est de 1 002 mm, avec 12,2 jours de précipitations en janvier et 5,9 jours en juillet. Pour la période 1991-2020, la température moyenne annuelle observée sur la station météorologique de Météo-France la plus proche, « Revel », sur la commune de Revel à 6 km à vol d'oiseau, est de 13,5 °C et le cumul annuel moyen de précipitations est de 892,6 mm. 
La température maximale relevée sur cette station est de 42,7 °C, atteinte le 23 août 2023 ; la température minimale est de −16,5 °C, atteinte le 16 janvier 1985,,.
Les paramètres climatiques de la commune ont été estimés pour le milieu du siècle (2041-2070) selon différents scénarios d'émission de gaz à effet de serre à partir des nouvelles projections climatiques de référence DRIAS-2020. Ils sont consultables sur un site dédié publié par Météo-France en novembre 2022.

### Milieux naturels et biodiversité

#### Espaces protégés
La protection réglementaire est le mode d’intervention le plus fort pour préserver des espaces naturels remarquables et leur biodiversité associée,.
La commune fait partie du parc naturel régional Haut-Languedoc, créé en 1973 et d'une superficie de 307 184 ha, qui s'étend sur 118 communes et deux départements. Implanté de part et d’autre de la ligne de partage des eaux entre Océan Atlantique et mer Méditerranée, ce territoire est un véritable balcon dominant les plaines viticoles du Languedoc et les étendues céréalières du Lauragais,

#### Réseau Natura 2000

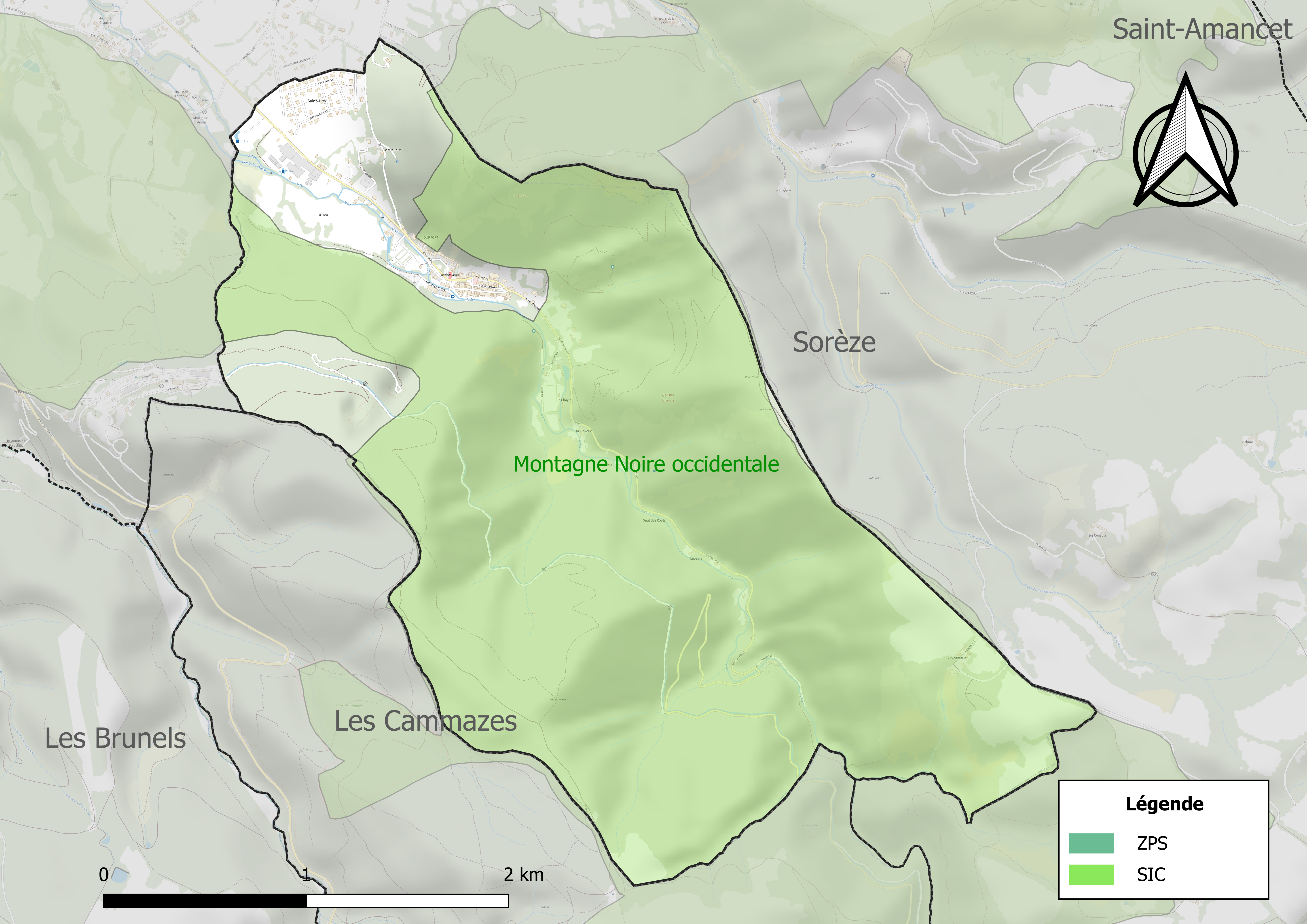
Site Natura 2000 sur le territoire communal.

Le réseau Natura 2000 est un réseau écologique européen de sites naturels d'intérêt écologique élaboré à partir des directives habitats et oiseaux, constitué de zones spéciales de conservation (ZSC) et de zones de protection spéciale (ZPS).
Un site Natura 2000 a été défini sur la commune au titre de la directive habitats : la « Montagne Noire occidentale », d'une superficie de 1 915 ha, avec des vallées encaissées qui abritent la dernière population au sud du massif central pour la Loutre.

#### Zones naturelles d'intérêt écologique, faunistique et floristique
L’inventaire des zones naturelles d'intérêt écologique, faunistique et floristique (ZNIEFF) a pour objectif de réaliser une couverture des zones les plus intéressantes sur le plan écologique, essentiellement dans la perspective d’améliorer la connaissance du patrimoine naturel national et de fournir aux différents décideurs un outil d’aide à la prise en compte de l’environnement dans l’aménagement du territoire.
Deux ZNIEFF de type 1 sont recensées sur la commune :
la « vallée de Baylou et Désert de Saint-Ferréol » (2 206 ha), couvrant 6 communes du département, et 
les « vallées de Durfort et du Rabasset, gouffre de Malamort et Berniquaut » (1 079 ha), couvrant 3 communes du département
et une ZNIEFF de type 2, : 
la « montagne Noire (versant Nord) » (31 971 ha), couvrant 37 communes dont 14 dans l'Aude, deux dans la Haute-Garonne, trois dans l'Hérault et 18 dans le Tarn.

Carte des ZNIEFF de type 1 et 2 à Durfort.
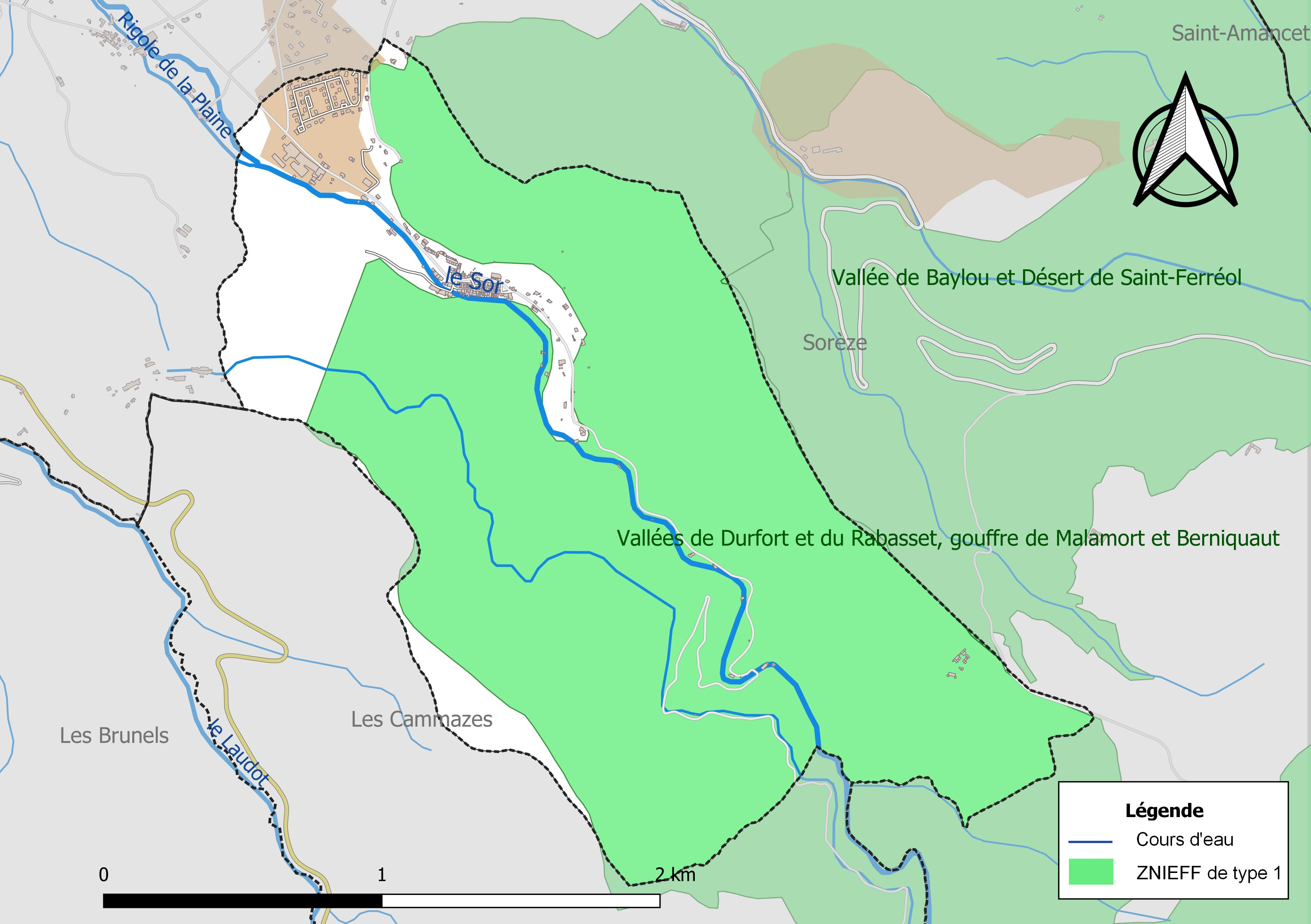
Carte des ZNIEFF de type 1 sur la commune.
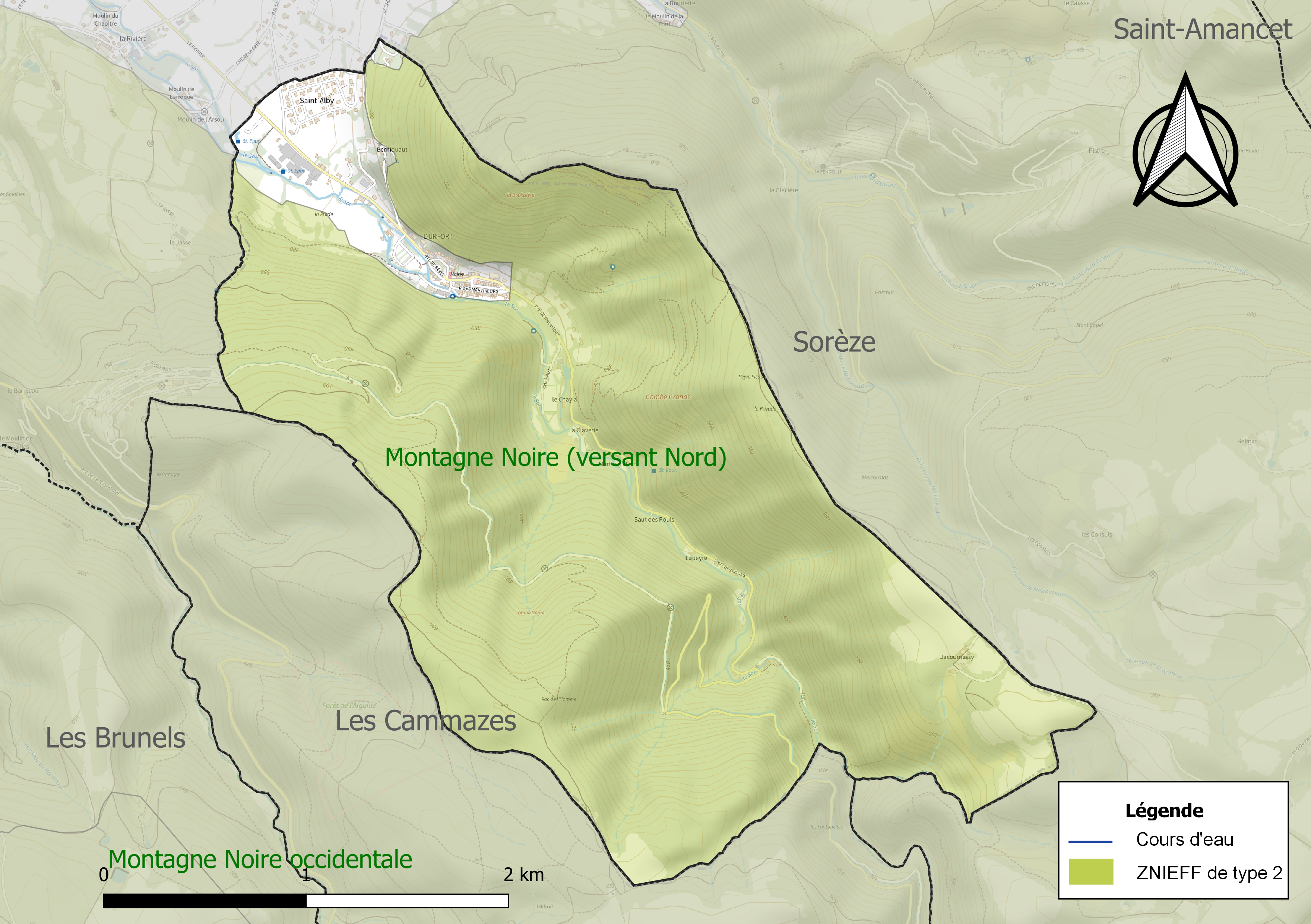
Carte de la ZNIEFF de type 2 sur la commune.

## Urbanisme

### Typologie
Au 1er janvier 2024, Durfort est catégorisée commune rurale à habitat dispersé, selon la nouvelle grille communale de densité à sept niveaux définie par l'Insee en 2022.
Elle est située hors unité urbaine. Par ailleurs la commune fait partie de l'aire d'attraction de Revel, dont elle est une commune de la couronne,. Cette aire, qui regroupe 16 communes, est catégorisée dans les aires de moins de 50 000 habitants,.

### Occupation des sols
L'occupation des sols de la commune, telle qu'elle ressort de la base de données européenne d’occupation biophysique des sols Corine Land Cover (CLC), est marquée par l'importance des forêts et milieux semi-naturels (84,8 % en 2018), une proportion identique à celle de 1990 (84,8 %). La répartition détaillée en 2018 est la suivante : 
forêts (84,8 %), zones agricoles hétérogènes (7,9 %), prairies (4,1 %), zones urbanisées (3,1 %). L'évolution de l’occupation des sols de la commune et de ses infrastructures peut être observée sur les différentes représentations cartographiques du territoire : la carte de Cassini (XVIIIe siècle), la carte d'état-major (1820-1866) et les cartes ou photos aériennes de l'IGN pour la période actuelle (1950 à aujourd'hui).

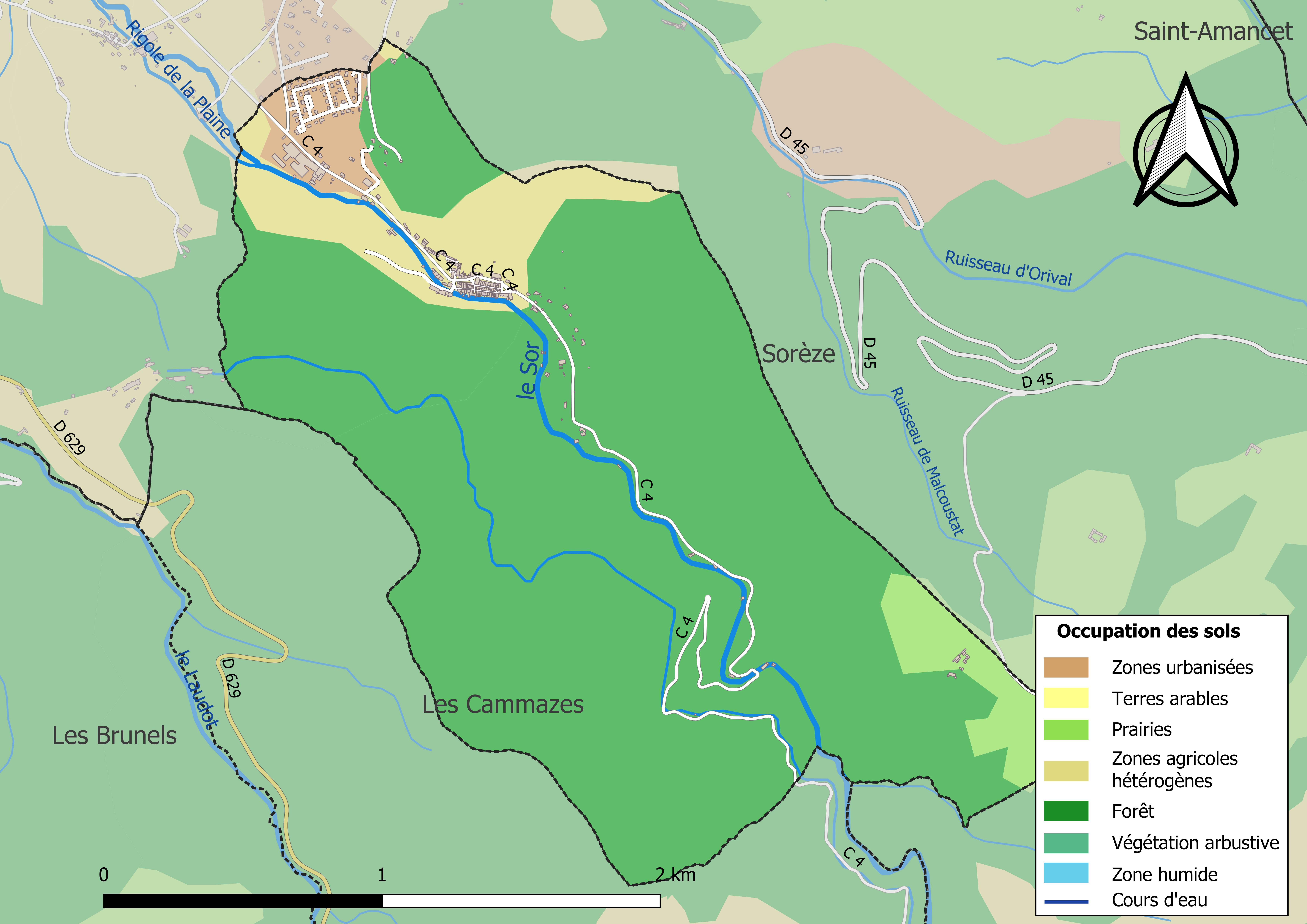
Carte des infrastructures et de l'occupation des sols de la commune en 2018 (CLC).

### Risques majeurs
Le territoire de la commune de Durfort est vulnérable à différents aléas naturels : météorologiques (tempête, orage, neige, grand froid, canicule ou sécheresse), inondations, feux de forêts, mouvements de terrains et séisme (sismicité très faible). Il est également exposé à deux risques technologiques,  le transport de matières dangereuses et la rupture d'un barrage, et à un risque particulier : le risque de radon. Un site publié par le BRGM permet d'évaluer simplement et rapidement les risques d'un bien localisé soit par son adresse soit par le numéro de sa parcelle.

#### Risques naturels
Certaines parties du territoire communal sont susceptibles d’être affectées par le risque d’inondation par débordement de cours d'eau, notamment le Sor et la Rigole de la Plaine. La cartographie des zones inondables en ex-Midi-Pyrénées réalisée dans le cadre du XIe Contrat de plan État-région, visant à informer les citoyens et les décideurs sur le risque d’inondation, est accessible sur le site de la DREAL Occitanie. La commune a été reconnue en état de catastrophe naturelle au titre des dommages causés par les inondations et coulées de boue survenues en 1982, 1992 et 2000,.
Durfort est exposée au risque de feu de forêt du fait de la présence sur son territoire. En 2022, il n'existe pas de Plan de Prévention des Risques incendie de forêt (PPRif). Le débroussaillement aux abords des maisons constitue l’une des meilleures protections pour les particuliers contre le feu,.

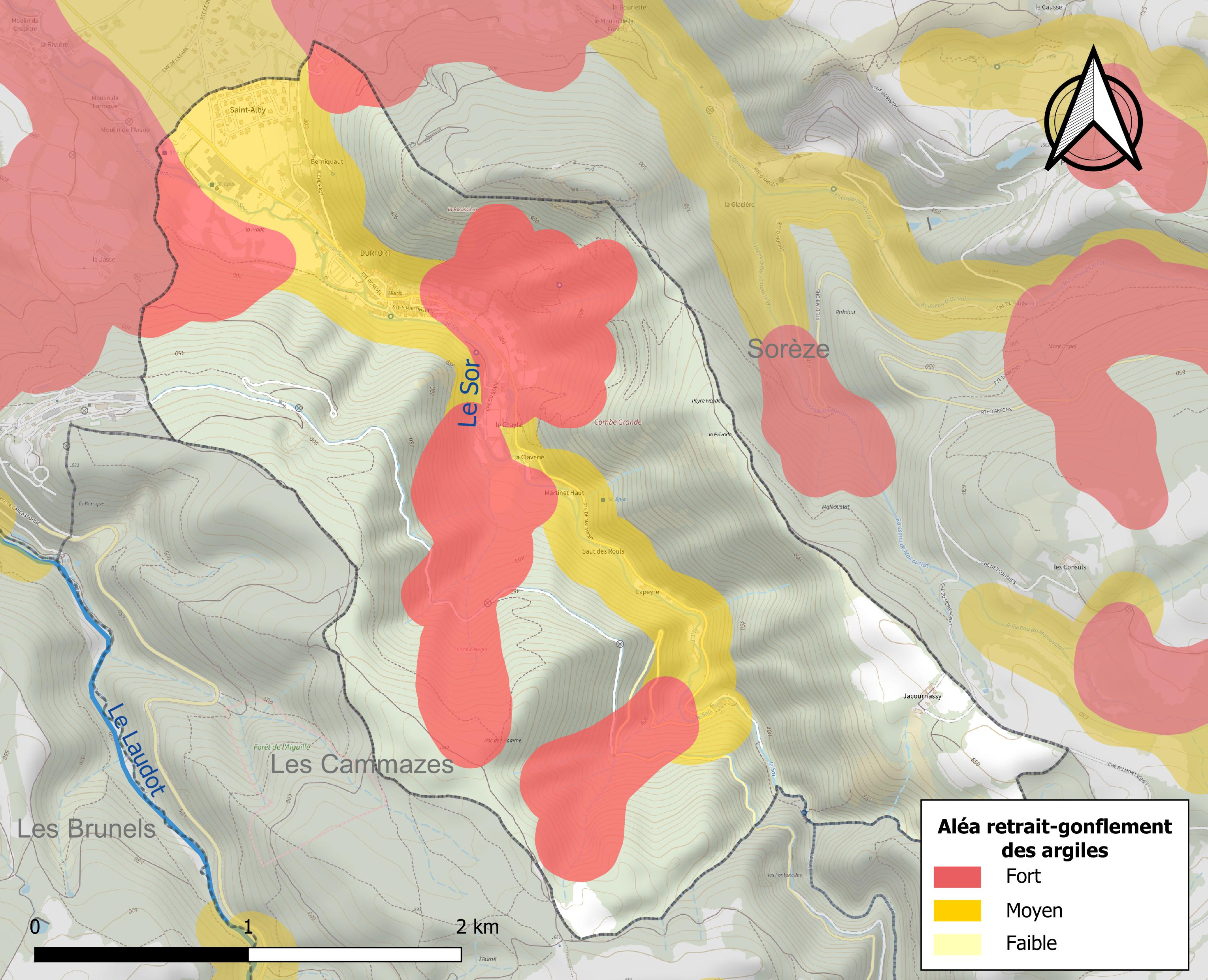
Carte des zones d'aléa retrait-gonflement des sols argileux de Durfort.

La commune est vulnérable au risque de mouvements de terrains constitué principalement du retrait-gonflement des sols argileux. Cet aléa est susceptible d'engendrer des dommages importants aux bâtiments en cas d’alternance de périodes de sécheresse et de pluie. 42,8 % de la superficie communale est en aléa moyen ou fort (76,3 % au niveau départemental et 48,5 % au niveau national). Sur les 152 bâtiments dénombrés sur la commune en 2019, 150 sont en aléa moyen ou fort, soit 99 %, à comparer aux 90 % au niveau départemental et 54 % au niveau national. Une cartographie de l'exposition du territoire national au retrait gonflement des sols argileux est disponible sur le site du BRGM,.
Par ailleurs, afin de mieux appréhender le risque d’affaissement de terrain, l'inventaire national des cavités souterraines permet de localiser celles situées sur la commune.

#### Risques technologiques
Le risque de transport de matières dangereuses sur la commune est lié à sa traversée par des infrastructures routières ou ferroviaires importantes ou la présence d'une canalisation de transport d'hydrocarbures. Un accident se produisant sur de telles infrastructures est susceptible d’avoir des effets graves sur les biens, les personnes ou l'environnement, selon la nature du matériau transporté. Des dispositions d’urbanisme peuvent être préconisées en conséquence.
La commune est en outre située en aval d'un barrage de classe A. À ce titre elle est susceptible d’être touchée par l’onde de submersion consécutive à la rupture de cet ouvrage.

#### Risque particulier
Dans plusieurs parties du territoire national, le radon, accumulé dans certains logements ou autres locaux, peut constituer une source significative d’exposition de la population aux rayonnements ionisants. Certaines communes du département sont concernées par le risque radon à un niveau plus ou moins élevé. Selon la classification de 2018, la commune de Durfort est classée en zone 3, à savoir zone à potentiel radon significatif.

## Histoire
Village des chaudronniers et des artisans du cuivre, Durfort doit sa prospérité à la proximité de la rivière Sor qui alimentait ses marteaux industriels, les « martinets ».
Le 3 mars 1944, la gestapo de Toulouse capture plusieurs hommes du village dont le maire et les emprisonne à la prison Saint-Michel avant qu'ils ne soient déportés au camp de Flossenbürg.

## Politique et administration
| Période                                  | Période      | Identité                   | Étiquette | Qualité |
| ---------------------------------------- | ------------ | -------------------------- | --------- | ------- |
| 1927                                     | juillet 1935 | François Marius Cramaussel |           |         |
| juillet 1935                             | 16 mai 1944  | Gabriel Malignon           |           |         |
| mars 1959                                | 9 mars 2008  | Pierre Vergnes             | DVD       |         |
| 9 mars 2008                              | 23 mars 2014 | Aimé Vialade               |           |         |
| 23 mars 2014                             | En cours     | Alain Malignon             |           |         |
| Les données manquantes sont à compléter. |              |                            |           |         |

## Démographie
| 1793 | 1800 | 1806 | 1821 | 1831 | 1836 | 1841 | 1846 | 1851 |
| ---- | ---- | ---- | ---- | ---- | ---- | ---- | ---- | ---- |
| 429  | 400  | 452  | 482  | 523  | 561  | 549  | 588  | 560  |

| 1856 | 1861 | 1866 | 1872 | 1876 | 1881 | 1886 | 1891 | 1896 |
| ---- | ---- | ---- | ---- | ---- | ---- | ---- | ---- | ---- |
| 510  | 450  | 482  | 469  | 435  | 371  | 414  | 381  | 369  |

| 1901 | 1906 | 1911 | 1921 | 1926 | 1931 | 1936 | 1946 | 1954 |
| ---- | ---- | ---- | ---- | ---- | ---- | ---- | ---- | ---- |
| 366  | 375  | 371  | 290  | 309  | 257  | 250  | 199  | 199  |

| 1962 | 1968 | 1975 | 1982 | 1990 | 1999 | 2006 | 2007 | 2012 |
| ---- | ---- | ---- | ---- | ---- | ---- | ---- | ---- | ---- |
| 213  | 301  | 274  | 326  | 300  | 270  | 287  | 289  | 251  |

| 2017 | 2022 | - | - | - | - | - | - | - |
| ---- | ---- | - | - | - | - | - | - | - |
| 249  | 253  | - | - | - | - | - | - | - |

## Économie

### Revenus
En 2018, la commune compte 121 ménages fiscaux, regroupant 255 personnes. La médiane du revenu disponible par unité de consommation est de 17 810 € (20 400 € dans le département).

### Emploi
|                | 2008  | 2013  | 2018   |
| -------------- | ----- | ----- | ------ |
| Commune        | 12 %  | 7,7 % | 17,3 % |
| Département    | 8,2 % | 9,9 % | 10 %   |
| France entière | 8,3 % | 10 %  | 10 %   |

En 2018, la population âgée de 15 à 64 ans s'élève à 149 personnes, parmi lesquelles on compte 76,1 % d'actifs (58,7 % ayant un emploi et 17,3 % de chômeurs) et 23,9 % d'inactifs,. Depuis 2008, le taux de chômage communal (au sens du recensement) des 15-64 ans est supérieur à celui de la France et du département.
La commune fait partie de la couronne de l'aire d'attraction de Revel, du fait qu'au moins 15 % des actifs travaillent dans le pôle,. Elle compte 122 emplois en 2018, contre 128 en 2013 et 164 en 2008. Le nombre d'actifs ayant un emploi résidant dans la commune est de 91, soit un indicateur de concentration d'emploi de 133,7 % et un taux d'activité parmi les 15 ans ou plus de 54,7 %.
Sur ces 91 actifs de 15 ans ou plus ayant un emploi, 29 travaillent dans la commune, soit 31 % des habitants. Pour se rendre au travail, 68,7 % des habitants utilisent un véhicule personnel ou de fonction à quatre roues, 5,3 % les transports en commun, 6,5 % s'y rendent en deux-roues, à vélo ou à pied et 19,5 % n'ont pas besoin de transport (travail au domicile).

### Activités

#### Secteurs d'activités
24 établissements sont implantés  à Durfort au 31 décembre 2019.
Le secteur de l'industrie manufacturière, des industries extractives et autres est prépondérant sur la commune puisqu'il représente 50 % du nombre total d'établissements de la commune (12 sur les 24 entreprises implantées  à Durfort), contre 13 % au niveau départemental.

#### Entreprises et commerces
Le village de Durfort comprend de nombreuses boutiques artisanales qui font la richesse du village :
- cuivre
- verre 
- cuir
- bois
- osier
- minéraux, orgonites 
- plume et duvets
- boutique de terroir
- galerie d'art
- brocante
- café brasserie
- restaurant
A l'entrée du village se trouve l'usine de salaison de la montagne noire.
Aucune exploitation agricole ayant son siège dans la commune n'est recensée lors du recensement agricole de 2020 (trois en 1988),.

## Culture locale et patrimoine

### Lieux et monuments
- Castrum de Roquefort
- Musée du cuivre[45]

### Martinets
Durfort comprend de nombreux moulins et, dans le passé, a tiré son activité de l'énergie produite par le Sor. Dans un premier temps, ces moulins ont permis la production de textiles puis depuis plusieurs siècles celle de chaudrons en cuivre.
Dans ce cadre, les moulins sont appelés des martinets, terme dérivé du terme de marteau. Les martinets sont constitués d'un arbre à cames qui permet le forgeage de blocs de cuivre et ainsi la production d'ébauches de chaudrons. Ces chaudrons sont ensuite finis par un martelage manuel qui comprend décoration et traitement de surface.

### Église Saint-Étienne
Le monument le plus ancien sur la commune est l'église Saint-Étienne. Bâtie au XIIIe siècle elle fut, à l'exception du chœur, entièrement détruite lors de l'assaut des catholiques sur le village. La nef fut rebâtie au XVIIe siècle et l'édifice fut voûté à la fin des années 1800.

### Oppidum de Berniquaut
L'oppidum de Berniquaut est un site archéologique situé sur la commune. En 2002, il est classé par le ministère de l'Environnement, site protégé remarquable de France.
Le castrum de Durfort fondé au milieu du XIIe siècle. Il est situé sur un éperon rocheux à mi-pente du flanc méridional de la montagne de Berniquaut. Au XIIIe siècle, c'est une coseigneurie entre l'abbé de l'abbaye de Sorèze et les seigneurs de Roquefort, vassaux des Trencavel. Les informations les plus nombreuses se trouvent dans les registres de l'Inquisition montrant que le site est un foyer du catharisme protégé par Jourdain de Roquefort. Le site a été progressivement abandonné à partir du milieu du XIVe siècle. Le plan du château de Durfort est semblable à celui du château de Roquefort.

### Via ferrata
Une via ferrata a été inaugurée en 2018. C'est la seule via ferrata du Tarn. Son accès est gratuit. Elle est située au niveau du gouffre de Malamort.

### Personnalités liées à la commune
- Gabriel Malignon, maire de la commune, mort en déportation pendant la Seconde Guerre mondiale pour fait de résistance
- Alphonse Cramaussel, meilleur ouvrier de France pour le travail du cuivre

### Héraldique
| Durfort | Son blasonnement est : D'argent au château de trois tours de sinople, la tour du milieu plus haute. |